# Гончарівський загальновійськовий полігон

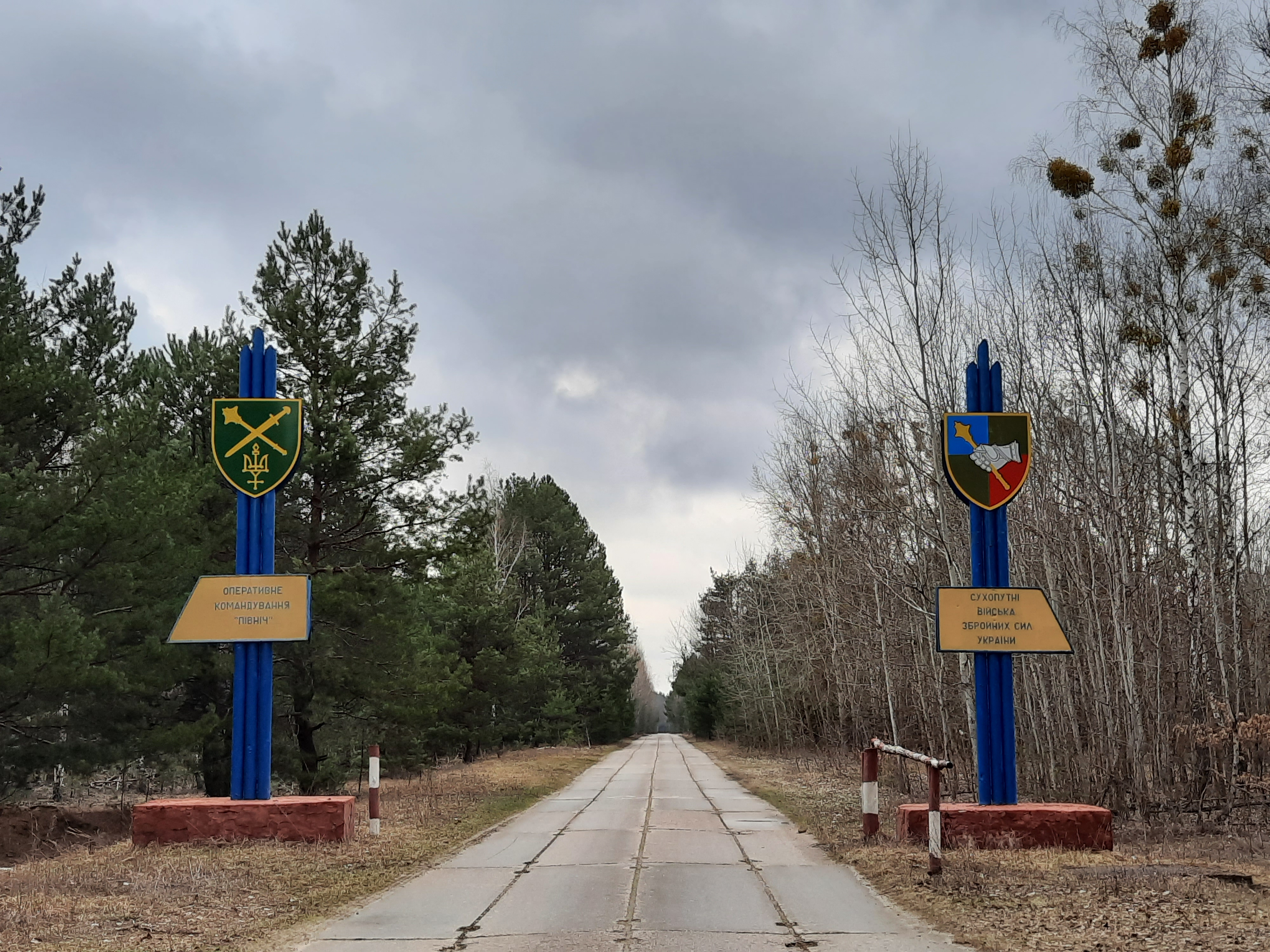
В'їзд до полігону

242-й загальновійськовий полігон, також відомий як Гончарівський військовий полігон — полігон, розташований на півночі України, в Чернігівській області, біля с-ща Гончарівське Чернігівського району.

## Історія
Полігон був створений у 1953 році разом з військовим містечком Гончарівське за рішенням командування Київського військового округу поблизу хутора Гончарів круг. На той час він мав назву 7-й танково-артилерійський полігон. Рекогносцировку точного місцезнаходження полігону, як і селища, особисто здійснював командувач Київського ВО генерал армії Василь Іванович Чуйков, який і був ініціатором його створення.

### Російсько-українська війна
Впродовж 2018 року було проведено відновлення та будівництво ряду об'єктів військової інфраструктури на полігоні. На навчальній базі полігону було відновлено ділянку тиру та облаштовано нові навчальні місця: для контролю за проведенням занять встановлено систему об'єктивного контролю (відеокамери та тепловізор), закуплені нові підйомники для мішеней, у приміщеннях та на вишках замінено вікна, двері, проведено внутрішні ремонтні роботи, проведено освітлення зі встановленням нових прожекторів.

## Галерея

2016 рік
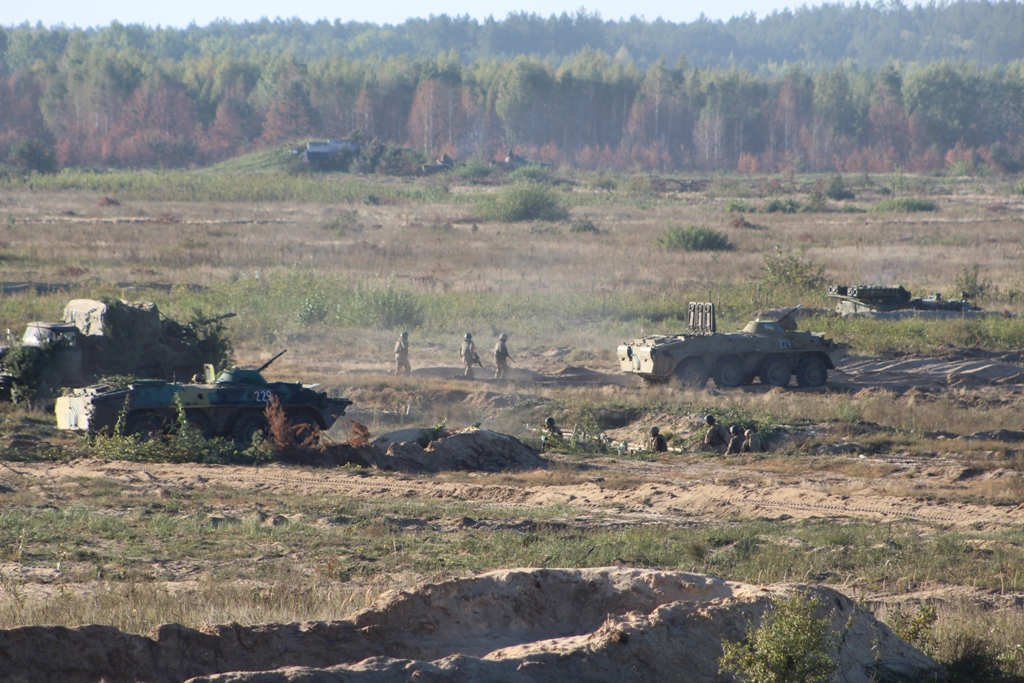
Навчання
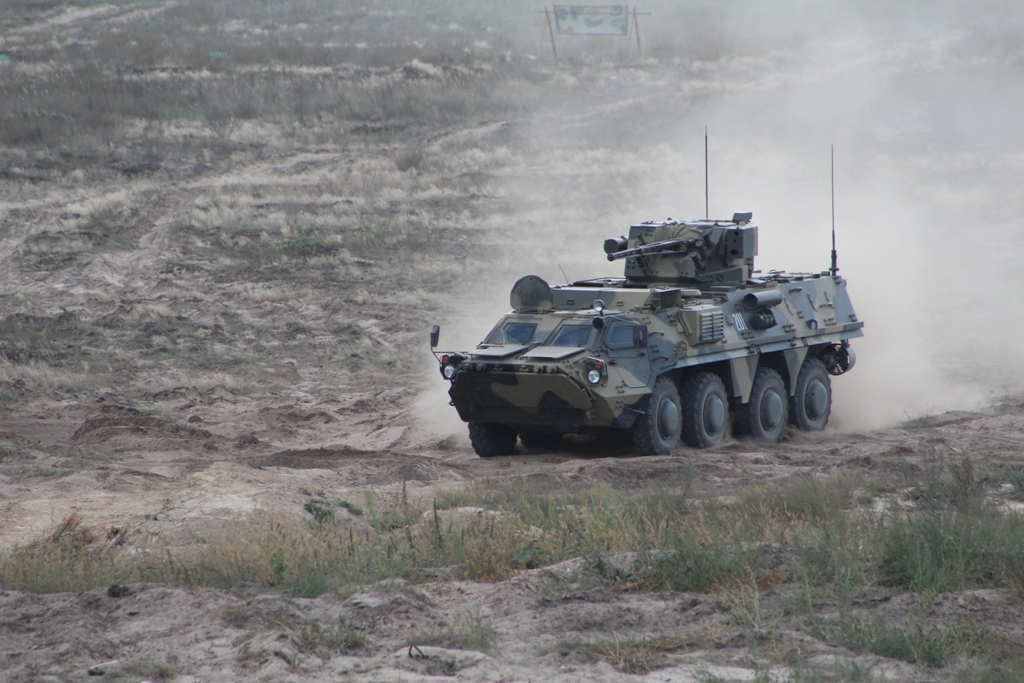
БТР-4
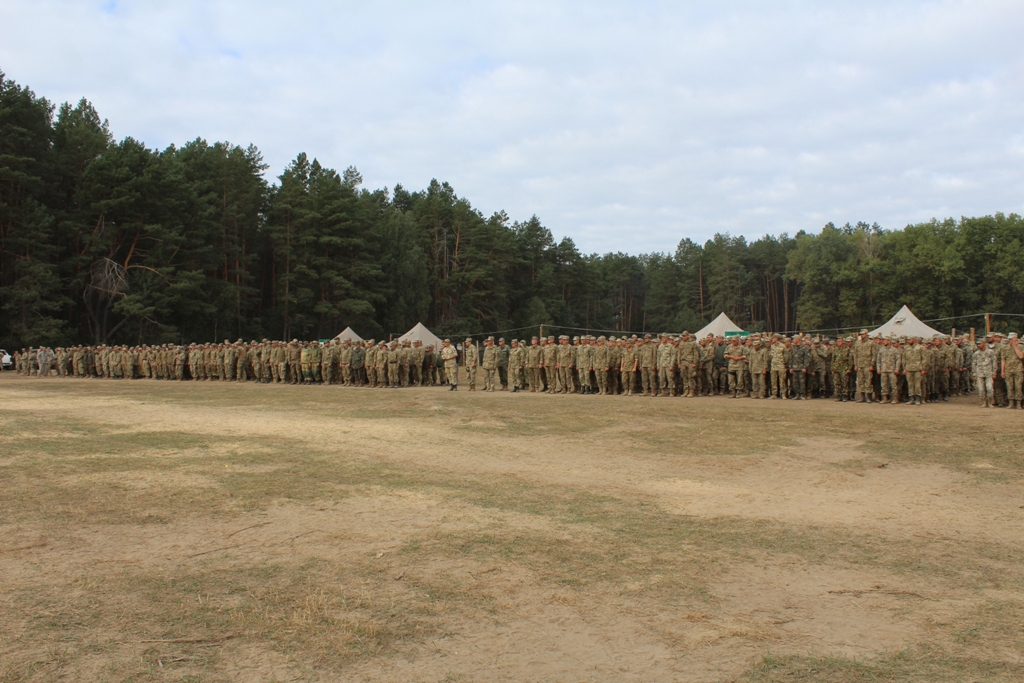
620 резервістів
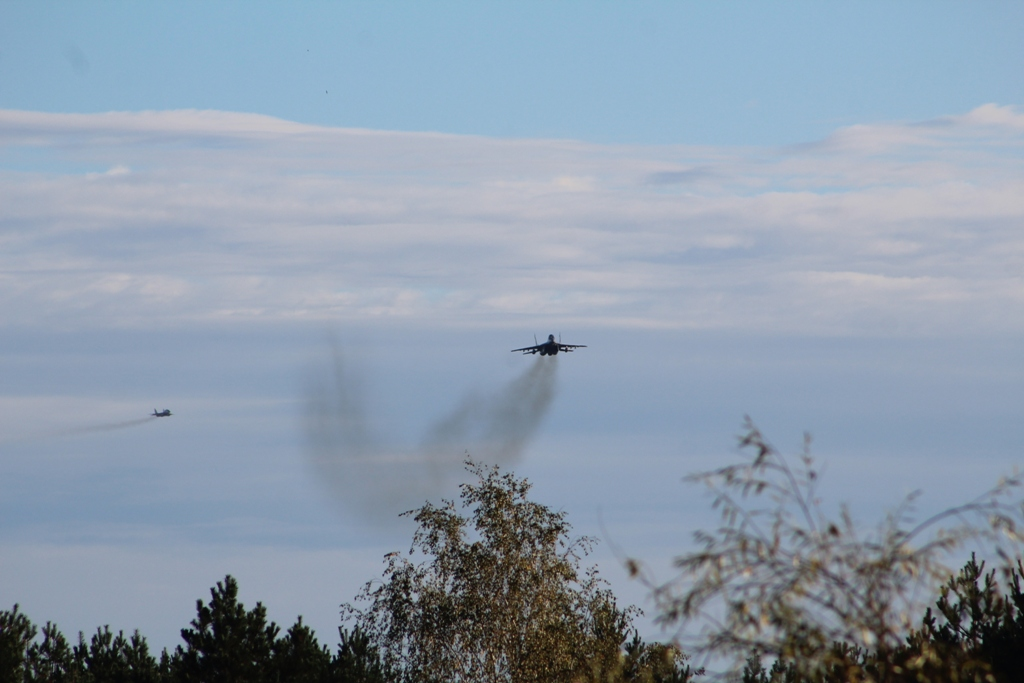
Літаки над полігоном
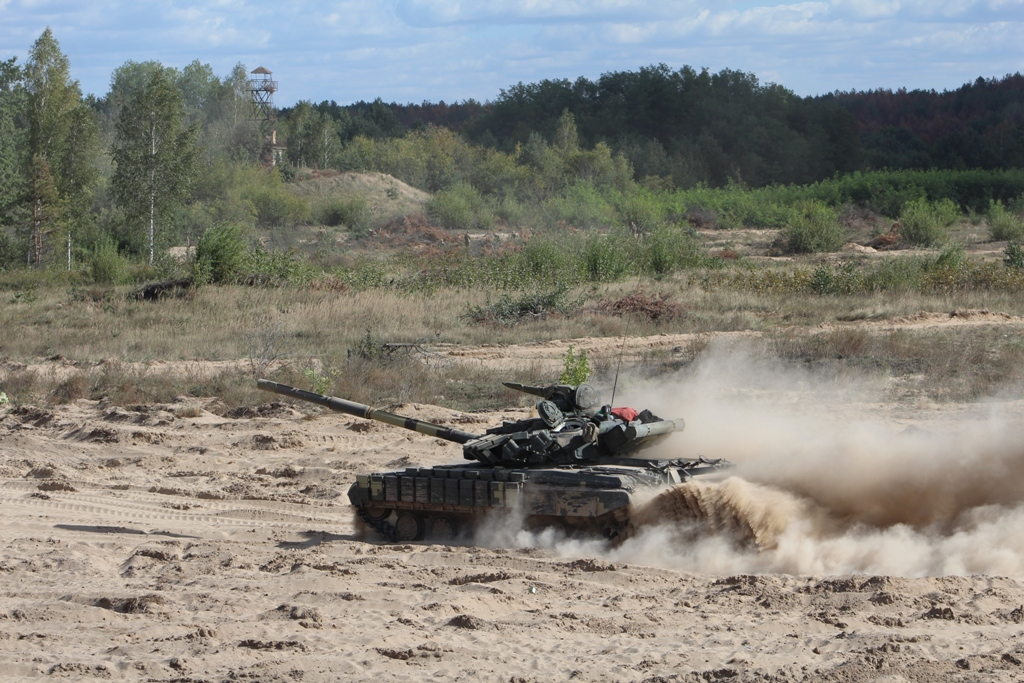
Танк на полігоні
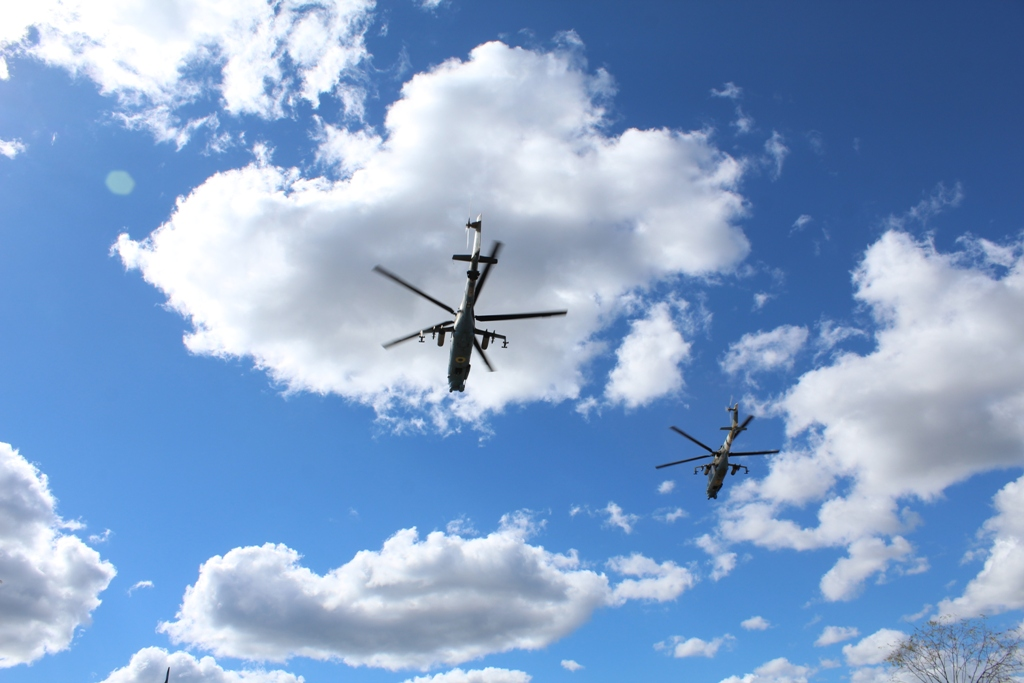
Вертольоти над полігоном
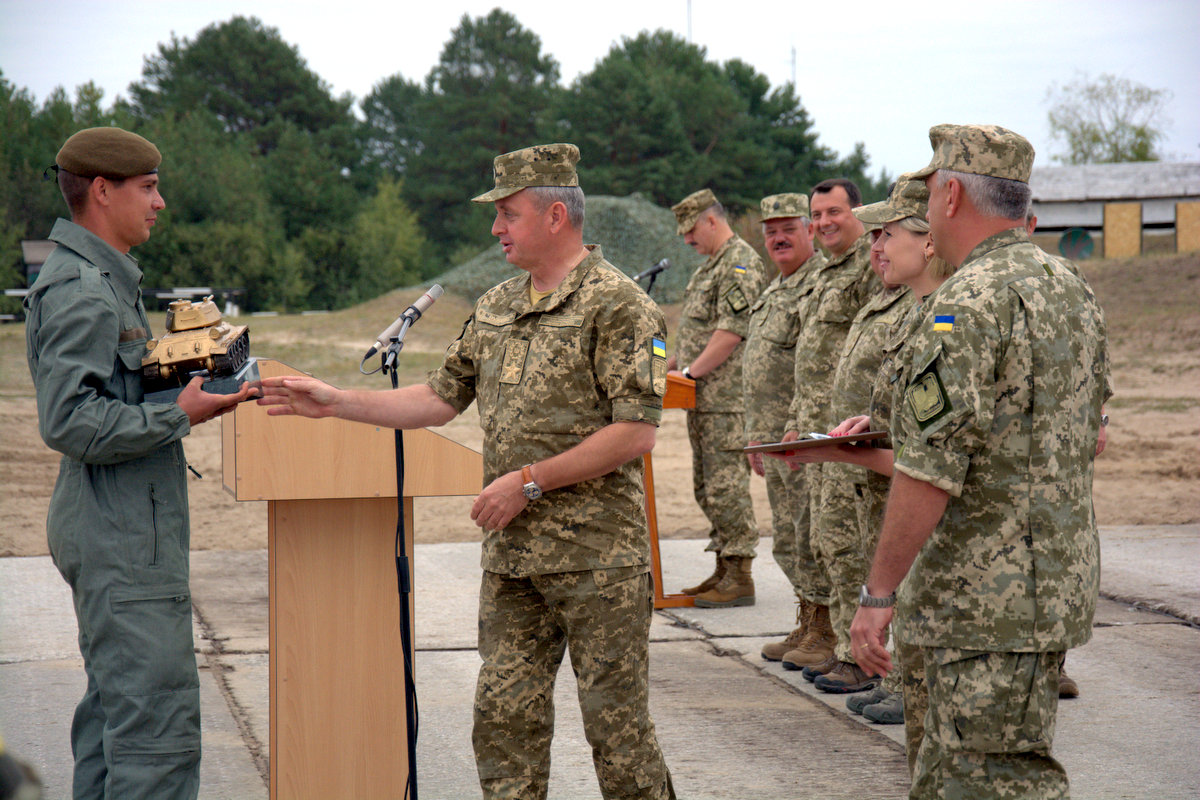
Вручення нагород
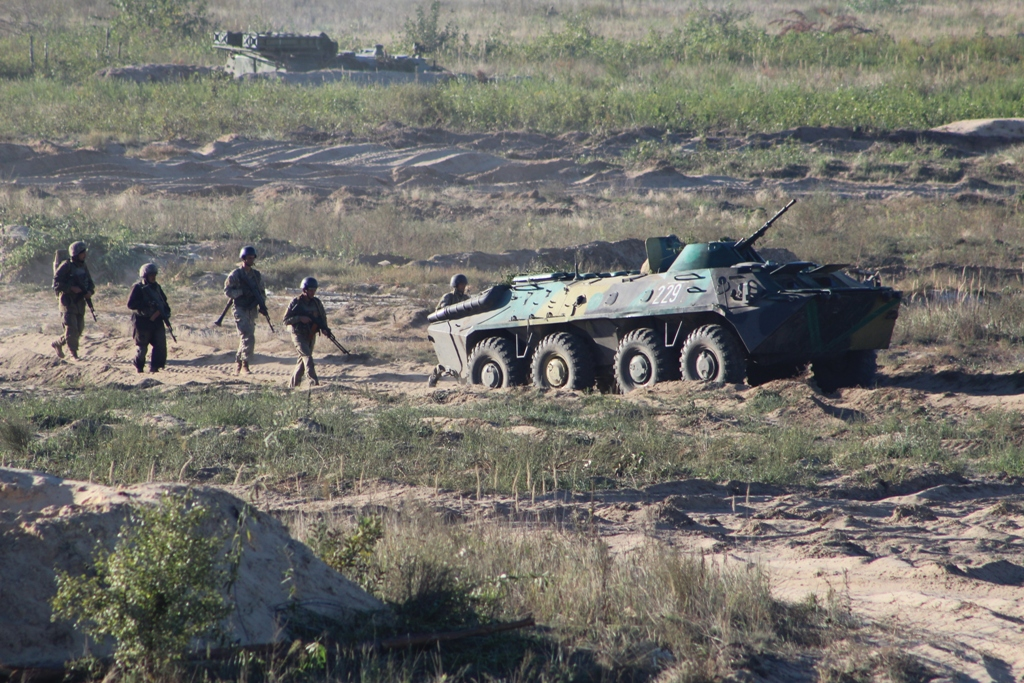
БТР-70